# 神奇小子 (歌手)
约翰·大卫·杰克逊（英語：John David Jackson，1977年11月18日—），以艺名神奇小子（Fabolous）知名，是美国的说唱歌手。成长于纽约市布鲁克林的杰克逊，是首批受到南方嘻哈影响的东海岸说唱歌手。他早期的知名歌曲包括，2001年的打榜单曲《Can't Deny It》，该曲出自他的出道专辑《Ghetto Fabolous》。神奇小子一共发行了5张专辑，共在全美締造300万張專輯的銷售量。

## 音乐生涯

### 早年生活
神奇小子于1977年11月18日出生在一个源起自多米尼加的非裔美国人家庭，出生名为约翰·大卫·杰克逊。他成长于纽约布鲁克林的贝德福德-斯泰弗森特街区。在高中读十二年级时，神奇小子开始尝试以说唱为业。他曾受邀在DJ Clue的电台节目和WQHT的Hot 97节目中现场表演说唱，并同沙漠风暴唱片公司签约。
在赢得主流知名度前，神奇小子曾发布向媒体发布声明，证实在1998年以绰号“Fabolous Sport”发布单曲《If They Want It》前，曾有过试图谋杀他。该曲由Def Jam唱片公司制作，收录在《DJ Clue? The Professional》专辑中，并作为神奇小子的出道专辑《Ghetto Fabolous》的附加音轨。该曲还收录在DJ Kool Kid的混音带《Pound For Pound》，由神奇小子和贾达基斯（Jadakiss）合作完成。2000年，神奇小子又通过Elektra唱片公司发布了自己的第二支单曲《Gotta Be Thug》，并收录进了《DJ Clue Presents Backstage Mixtape (soundtrack)》中。

### 2001–2002:《Ghetto Fabolous》
神奇小子于2001年9月发布了首张专辑《Ghetto Fabolous》。该专辑发布之初即登上公告牌二百强专辑榜，首周销量超过14.3万张拷贝。该专辑的首支单曲《Can't Deny It》由瑞克·罗克制作，其中还加入了由内特·道格翻唱吐派克·夏库尔的《Ambitionz Az a Ridah》作为副歌。该曲登上了公告牌百强单曲榜，同时上榜的还有随后的两首单曲。这两首上榜单曲分别为由海王星二人组（The Neptunes）制作的《Young'n (Holla Back)》以及有锯齿边缘合唱团献声、由DJ Clue和Duro制作的《Trade It All》。

### 2003:《Street Dreams》
神奇小子于2003年3月4日发布了自己的第二张专辑《Street Dreams》。由Just Blaze的节奏打底，Lil' Mo和迈克·肖雷（Mike Shorey）客串献声的单曲《Can't Let You Go》登顶Rhythmic四十强榜单，在公告牌百强单曲榜上位列第4。同阿香蒂（Ashanti）和塔米娅（Tamia）合作的《Into You》也在百强单曲榜上排名第4。该专辑上还有热极一时的单曲《This Is My Party》和《Trade It All Pt. 2》，后者同前作一样，是与锯齿边缘合唱团合作完成，此外还有吹牛老爹的加盟。
在整整7个月之后，2003年11月4日，神奇小子发布了官方混音带《More Street Dreams, Pt. 2: The Mixtape》。该混音带由他的音乐厂牌Elektra正式发布，收录了重混音版歌曲，以及未见于《Street Dreams》的歌曲。该专辑同时也是由他、保罗·凯恩（Paul Cain）、乔·布敦（Joe Budden）组成的三人组合——三角进攻（Triangle Offense）的一次展示。该专辑中收录了《Fire》一曲的重混音版，原版出自乔·布敦的个人同名专辑。

### 2004–2006:《Real Talk》
神奇小子的第三张专辑《Real Talk》发布于2004年11月5日。该专辑在发布之初位列公告牌二百强专辑榜第六，有17.9万份拷贝的销量，仅有2支上榜单曲，这是他音乐生涯中最少的一次。两支上榜单曲是他的街头歌曲《Breathe》以及同迈克·肖雷合作的《Baby》，后者展现了他在之前多首歌曲中曾展现出来的敏感的一面。他的第二支单曲直到专辑发布之后才开始推广。《Tit 4 Tat》是该专辑的第三支单曲。 海王星二人组的法瑞尔（Pharrell）制作了该曲。神奇小子认为是宣传不力，导致该首单曲没有能够像预期的那样一炮打响。为了制作第四支单曲《Do the Damn Thing》的音乐视频，神奇小子花费了3万美元。该曲同杨·吉兹合作，杨·吉兹也因此视频走进公众视野。同年，神奇小子因其同克里斯蒂娜·米蓮合作的《Dip It Low》混音版，获格莱美奖提名。2006年初，神奇小子转投Def Jam唱片公司，而老东家大西洋唱片公司（Atlantic Records）则得到了穆希克。

### 2007–2008:《From Nothin' to Somethin'》
他的第四张专辑《From Nothin' to Somethin》于2007年6月面世。该专辑登上了公告牌最佳节奏蓝调/嘻哈专辑榜和最佳说唱专辑榜的头名，在公告牌二百强专辑榜上位列第2，首周销量为15.9万张拷贝。该专辑于2007年7月获得黄金销量认证。这是他在Def Jam唱片公司旗下的首张专辑。
该专辑的首支单曲和音乐视频是同杨·吉兹合作的《Diamonds》。小韦恩和雷米·玛在混音版中献声。第二支单曲是同Swizz Beatz合作的《Return of the Hustle》。第三支单曲《Make Me Better》，有同出自Def Jam唱片公司门下的艺人尼欧加盟，并由提姆巴蘭制作，是他至今为止最热门的歌曲，在公告牌说唱音乐热曲榜上连续14周位列榜首。第四支单曲名为《Baby Don't Go》。杰梅因·杜普里负责制作了该曲，T-Pain则演唱了连接桥段。不过在音乐视频版本中，换由杰梅因·杜普里演唱连接部分。该曲也成绩不俗，在公告牌说唱音乐热曲榜排名第4。

### 2009年至今:《Loso's Way》
神奇小子在2009年7月发布了自己的第5张专辑《Loso's Way》。该专辑基于1993年的犯罪类电影《角头风云》（Carlito's Way），同Jay-Z的专辑《American Gangster》相仿。第一首官方单曲为《Throw It in the Bag》，同The-Dream合作完成，制作人为克里斯托弗·斯图尔特（Christopher Stewart）。第二支单曲《My Time》，同Jeremih合作，由The Runners和“KC”凯文·卡瑟姆（Kevin Cossom）制作。第三首单曲是同凯莉·希尔森合作的《Everything, Everyday, Everywhere》，由瑞恩·莱斯利（Ryan Leslie）制作。该专辑发布伊始便成为公告牌二百强专辑榜头名，首周销售出9.9万张拷贝。这成为神奇小子第一张登顶榜单的专辑。第二周的销售中，该专辑下降8名，位列第9，销售量为3.7万份拷贝。专辑精选版同标准版于同天上市。该版本中有额外的DVD内容（《Loso's Way》电影版）。该影片由神奇小子和他的三个朋友出演。神奇小子在离开一家餐馆时遭枪击，他的三个朋友迅速将他送医，但是因为闯红灯被警察拦下。说唱歌手Styles P也在该片中饰演角色。此外出现在影片中的还有DJ Clue、DJ Khaled、贾达基斯、Swizz Beatz、DJ Envy以及瑞恩·莱斯利。影片《Loso's Way》时长33分钟03秒。2009年9月，神奇小子在MTV的“'Hottest MC in the Game”评选中位列第八。

## 个人生活
2003年1月和3月，神奇小子因在车中存放无许可证的枪支而被捕。他的保镖后来出示了枪支持有证明。神奇小子的音乐生涯在2005年至2006年几近停滞。
2006年10月17日晨，神奇小子在离开由吹牛老爹拥有、位于曼哈顿的Justin's餐馆时遭到枪击，右腿中弹。警方看到他和其他三个人闯红灯，并发现他们的车上有无持有证明、装满弹药的枪支，于是将其逮捕。当他们发现武器后，神奇小子被送往当地医院救治。
纽约警察局将神奇小子同曾两次袭击拳击冠军扎伯·尤达赫（Zab Judah）的抢劫团伙联系起来。根据警方报告，这个称为街头共济会（Street Fam Crew）的组织由20人组成，都是神奇小子成长的布鲁克林街区的前毒贩。2006年，三个人曾试图抢劫扎伯，当时他正站在自己的黄色兰博基尼旁，位于西27大街和第10大道交会处。三人在早晨5点乘坐小型面包车出现，其中一人手持黑色手枪，逼迫扎伯交出身上的珠宝，放在车棚上。扎伯选择逃跑。劫匪驾驶面包车紧追不舍，但是在开出一个街区后撞上了树。三个人分散逃跑，其中一个被上班途中的国土安全局职员擒获，另外一位被附近的出租车司机制服。“一群没能力控制自己所做事情的傻瓜；他们惹错人了”，尤达说。神奇小子出面否认有关他涉及此事的报道。
2007年11月22日晚，神奇小子幼时的朋友沙梅尔·麦金尼（Shamel McKinney）在纽约一家夜店中被刺死。警方表示，麦金尼是在试图偷窃另一名夜店顾客安东尼·泰勒（Anthony Taylor，因此事被逮捕，面临二级谋杀指控）的脖子上珠宝时被刺的。神奇小子进一步表示，尽管有相关报道，但麦金尼与之前的抢劫团伙无关。神奇小子表示，“在感恩节，我想我出过屋子一次，为了买些蛋酒。但是Duvet俱乐部可没有蛋酒。”
2009年2月24日，阿肯色州警方从神奇小子的巡演车上查获500磅的大麻，当时该巡演车刚从NBA全明星赛回来。由于当时神奇小子并没有在车上，因此并没有因此事受到指控。
在接受《XXL》杂志采访时，神奇小子透露自己于2005年开始了一段长期恋情。2008年2月，这段长期恋情产生了一子。 

## 音乐作品
- 《Ghetto Fabolous》 (2001)
- 《Street Dreams》 (2003)
- 《Real Talk》 (2004)
- 《From Nothin' to Somethin'》 (2007)
- 《Loso's Way》 (2009)
- 《Loso's Way 2》 (2010)[27]

## 奖项和提名
- 全美音乐奖（American Music Awards）
  - 2007年，最受欢迎说唱/嘻哈男艺人（Favorite Rap/Hip Hop Male Artist） [提名]
- ASCAP节奏与灵魂音乐奖
  - 2008年，最佳说唱歌曲（Top Rap Song）-《Make Me Better》 [获奖]
- 黑人娱乐电视嘻哈大奖（BET Hip Hop Awards）
  - 2009年，观众选择奖（Viewer's Choice） - 《Throw It in the Bag》同The-Dream  [获奖]
  - 2007年，最佳嘻哈合作曲目（Best Hip Hop Collabo）-《Make Me Better》同Ne-Yo  [提名]
- 格莱美奖（Grammy Awards）
  - 2010年，最佳说唱团体表演奖（Best Rap Performance by a Duo or a Group）-《Money Goes, Honey Stays》同Jay-Z  [提名]
  - 2005年，最佳说唱/演唱合作曲目（Best Rap/Sung Collaboration）-《Dip It Low》同克里斯蒂娜·米莲  [提名]
- 《The Source》杂志奖（The Source Awards）
  - 2003年，最佳说唱/节奏蓝调合作曲目（Best Rap/R&B Collabo）-《Can't Let You Go》同Lil Mo、迈克·肖雷  [提名]
  - 2003年，年度潮流先锋（Trendsetter of the Year)  [提名]
- 青少年选择奖（Teen Choice Awards）
  - 2007年，最佳说唱艺人选择奖（Best Choice: Rap Artist）  [提名]
  - 2003年，说唱歌曲选择奖（Choice Rap Track）-《Can't Let You Go》同Lil Mo、迈克·肖雷  [提名]
  - 2003年，节奏蓝调/嘻哈歌曲选择奖（Choice R&B/Hip Hop Track）-《4Ever》同Lil Mo  [提名]